# شبکه نشنال جئوگرافیک
شبکه نشنال جئوگرافیک (به انگلیسی: National Geographic Channel) نام شبکهٔ تلویزیونی اصلی متعلق به انجمن نشنال جئوگرافی است. شبکهٔ تلویزیونی نشنال جئوگرافیک، برنامه‌های مستند با کیفیت بسیار بالا از طبیعت، تاریخ، فرهنگ، باستان‌شناسی، حیات وحش و علوم جغرافیایی تولید و پخش می‌کند.
شبکهٔ نشنال جئوگرافیک در تاریخ ۱ ژانویهٔ ۲۰۰۱ میلادی پخش برنامه‌های خود را آغاز کرد. نیمی از سهام شبکهٔ نشنال جئوگرافیک در انحصار شرکت نیوز کورپوریشن قرار دارد.
فیلم مستند «رژه پنگوئن‌ها» با کارگردانی لوک ژاک و صدای مورگان فریمن در سال ۲۰۰۶ میلادی، از تولیدات ماندگار شبکهٔ نشنال جئوگرافیک است.